# 1606. grenadirski polk (Wehrmacht)
1606. (ruski) grenadirski polk (izvirno nemško 1606. Grenadier-Regiment (russ.); kratica 1606. GR) je bil pehotni polk Heera v času druge svetovne vojne.

## Zgodovina
Polk je bil ustanovljen aprila 1945 na Danskem kot del 499. ruske brigade.